# Новый агент Макгайвер
«Новый агент Макгайвер» (англ. MacGyver) — американский приключенческий телесериал, ремейк «Секретного агента Макгайвера», транслировавшегося на ABC с 1985 по 1992 год. Премьера сериала состоялась 23 сентября 2016 года на телеканале CBS.

## Сюжет
Ангус Макгайвер является сотрудником тайной правительственной организации США, в которой использует свои поразительные навыки решения проблем и обширные знания науки, чтобы спасать жизни.

## В ролях
| Актёр            | Персонаж                | Должность                   | Сезоны | Сезоны | Сезоны | Сезоны | Сезоны |         |
| Актёр            | Персонаж                | Должность                   | 1      | 2      | 3      | 4      | 5      | Эпизоды |
| ---------------- | ----------------------- | --------------------------- | ------ | ------ | ------ | ------ | ------ | ------- |
| Лукас Тилл       | Ангус «Мак» Макгайвер   | Спецагент                   | 22     | 22     | 22     | 13     | 15     | 94      |
| Джордж Идс       | Джек Далтон             | Спецагент, напарник Мака    | 22     | 22     | 10     |        |        | 54      |
| Сандрин Холт     | Патрисия Торнтон        | Директор фонда «Феникс»     | 12     |        |        |        |        | 12      |
| Тристин Мэйс     | Райли Дэвис             | Специалист по хакерству     | 22     | 22     | 22     | 13     | 15     | 94      |
| Джастин Хайрс    | Уилт Бозер              | Специалист по робототехнике | 22     | 22     | 22     | 13     | 15     | 94      |
| Мередит Итон     | Матильда «Мэтти» Веббер | Директор фонда «Феникс»     | 10     | 22     | 22     | 13     | 15     | 82      |
| Изабель Лукас    | Саманта Кейдж           | Спецагент                   |        | 12     |        |        |        | 12      |
| Леви Трэн        | Дезире Нгуэн            | Спецагент                   |        |        | 8      | 13     | 15     | 36      |
| Генри Иан Кьюсик | Расселл «Расс» Тейлор   | Спецагент                   |        |        |        | 13     | 15     | 28      |
|                  |                         |                             | 22     | 22     | 22     | 13     | 15     | 94      |

## Обзор сезонов
| Сезон | Сезон | Эпизоды | Оригинальная дата показа | Оригинальная дата показа | Рейтинг Нильсена | Рейтинг Нильсена  |
| Сезон | Сезон | Эпизоды | Премьера сезона          | Финал сезона             | Ранг             | Зрители США (млн) |
| ----- | ----- | ------- | ------------------------ | ------------------------ | ---------------- | ----------------- |
|       | 1     | 21      | 23 сентября 2016         | 14 апреля 2017           | 27               | 9,80              |
|       | 2     | 23      | 29 сентября 2017         | 4 мая 2018               | 38               | 8,59              |
|       | 3     | 22      | 28 сентября 2018         | 10 мая 2019              | 48               | 7,70              |
|       | 4     | 13      | 7 февраля 2020           | 8 мая 2020               | 44               | 7.50              |
|       | 5     | 15      | 4 декабря 2020           | 30 апреля 2021           | 47               | 5.89              |

## Производство

### Разработка
В октябре 2015 года исполнительный продюсер оригинального телесериала Генри Уинклер стал продюсером ремейка вместе с Джеймсом Ваном и Р. Скоттом Геммилом для CBS, который обладает правами на «Секретного агента Макгайвера» благодаря покупке оригинального Paramount Television. В феврале 2016 года было объявлено, что телеканал CBS дал зелёный свет на производство пилотного эпизода, написанного Полом Доусом Колаццо, режиссёром которого стал Ван. Ван не смог его срежиссировать из-за конфликта графиков и был заменён Дэвидом фон Анкеном.
В мае 2016 года телеканал официально заказал сериал. Сосоздатель и исполнительный продюсер Питер М. Ленков был назначен шоураннером. 18 мая 2016 года CBS выпустил первый трейлер нового телесериала. В июне 2016 года телеканал забраковал оригинальный пилотный эпизод, а Ван срежиссировал новый пилот. 17 октября 2016 года сериал был продлён на полный сезон из 22-х эпизодов. 10 марта 2017 года состоялся показ кроссовер-эпизода с сериалом «Гавайи 5.0».
23 марта 2017 года сериал был продлён на второй сезон. 18 апреля 2018 года сериал был продлён на третий сезон.
9 мая 2019 года канал CBS продлил телесериал на четвёртый сезон. Премьера четвертого сезона состоится 7 февраля 2020 года, в нем будет 22 серии.
6 мая 2020 года телесериал был продлен на пятый сезон Премьера сезона состоится 4 декабря 2020 года.
7 апреля 2021 года телеканал CBS объявил о закрытии сериала после пяти сезонов.

### Кастинг
В марте 2016 года было объявлено, что Лукас Тилл исполнит роль нового Макгайвера; Джошуа Бун сыграет Гуннара, лучшего друга Макгайвера из старшей школы; а бывшая звезда сериала «C.S.I.: Место преступления» Джордж Идс — Джека Далтона (который изначально носил имя Линкольн), человека, которого можно описать и как эксцентричного теоретика заговора, и как сострадательного правительственного служащего. Позже актёрский состав пополнился Эддисон Тимлин, получившей роль Микки, разработчицы приложений с весьма прогрессивными политическими взглядами и слабостью к Макгайверу; и Мишель Крусик, получившей роль агента Крайкс, сестры Далтона, работающей на Департамент внутренней безопасности. Тем не менее, оригинальный пилотный эпизод с этим актёрским составом был забракован CBS в июне 2016 года, а в переработанном новом пилотном эпизоде от оригинального актёрского состава остались только Тилл и Идс.
Примерно в то же время, когда был заказан новый пилот, Джастин Хайрс получил роль Уилта Бозера, соседа Макгайвера по квартире. В июле 2016 года журнал Variety сообщил, что Сандрин Холт присоединилась к актёрскому составу в роли Патрисии Торнтон, бывшей в прошлом полевым агентом, а сейчас занимающей должность главы Департамент внешних услуг. Кроме того, роль в сериале получила Тристин Мэйс — её героиня Райли Дэвис, непредсказуемая хакер с чипом в плече.

## Отзывы критиков
Телесериал «Макгайвер» получил в основном отрицательные отзывы телевизионных критиков, многие из которых назвали его неудачным по сравнению с оригиналом, некоторые хвалили (а некоторые критиковали) CBS за создание ремейка.
На сайте-агрегаторе Rotten Tomatoes шоу имеет 25 % «свежести». Критический консенсус сайта гласит: «Несмотря на компиляцию из успешных сюжетных ходов бесчисленных теле-процедуалов, „Макгайвер“ провалился в попытке создать притягательное шоу». На Metacritic сериал показывает аналогичный рейтинг — 38 баллов из 100, основанные на «в общем негативных отзывах».